# Marcel Lafortune
Marcel Jean Josse Lafortune (Leuven, 29 september 1900 - plaats en datum van overlijden onbekend) was een Belgisch schutter die tussen 1936 en 1960 vier keer deelnam aan de Olympische Spelen. Zijn beste resultaat was een achtste plaats bij het 50 meter pistool in 1948.

## Levensloop
Lafortune komt uit een sportieve familie: zijn oudere broer François was eveneens schutter en nam in die discipline vijfmaal deel aan de Olympische Spelen (1924, 1936, 1948, 1952 en 1960), zijn neef Frans Lafortune nam tussen 1952 en 1976 zelfs zevenmaal deel. Zijn broer Hubert Lafortune maakte deel uit van het team dat een zilveren medaille won op de Olympische Zomerspelen van 1920 in Antwerpen. De familie Lafortune nam samen zeventien keer deel aan de Olympische Spelen.

## Olympische resultaten
| Jaar | Discipline              | Resultaat | Prestatie                                                                                                |
| ---- | ----------------------- | --------- | --- |
| 1936 | 50m geweer liggend (m)  | 55e       | 285 punten                                                                                               |
| 1936 | 50m pistool (m)         | 13e       | 524 punten: (83-87-89-85-85-95)                                                                          |
| 1936 | 25m snelvuurpistool (m) | 12e       | 28 punten: (18-6-4)                                                                                      |
| 1948 | 50m geweer liggend (m)  | 39e       | 586 punten: (95-99-97-99-99-97)                                                                          |
| 1948 | 50m pistool (m)         | 8e        | 530 punten: (86-89-91-92-86-86)                                                                          |
| 1956 | 50m pistool (m)         | 23e       | 518 punten: (82-88-82-86-89-91)                                                                          |
| 1960 | 50m pistool (m)         | 42e       | kwalificatie groep 1: 18de met 343 punten (85-85-85-88) finale: 34ste met 525 punten (87-83-88-90-86-91) |